# Isabelle de Vermandois
Pour l’article homonyme, voir Élisabeth de Vermandois.
Isabelle (ou Elizabeth) de Vermandois (vers 1085 – 13 février 1131, Lewes, Sussex), fut l'épouse de deux influents barons anglo-normands, et eut de nombreux enfants, comptant parmi ses descendants de nombreux rois et reines d'Angleterre et d'Écosse. Ses origines capétienne et carolingienne furent une source de fierté pour beaucoup d'entre eux. Toutefois, elle mena une vie très controversée pour l'époque.

## Biographie
Elle était la fille de Hugues Ier de Vermandois — ou Hugues "Le Grand" de France — et d'Adélaïde de Vermandois et de Valois. 
En 1096, elle fut mariée à Robert Ier, comte de Meulan, d'au moins 35 ans son aîné, bien que n'ayant pas l'âge légal de 12 ans. Néanmoins le mariage ne fut probablement pas consommé avant qu'elle ait 14 ans (selon la coutume de l'époque). Emma, son premier enfant de ce mariage naît en 1102.
Depuis 1115, la comtesse Élisabeth avait été enlevée ou détournée par Guillaume II de Warenne, cet enlèvement concluant apparemment une liaison qui durait depuis très longtemps. Il y avait eu ce qui ressemble à une séparation ou à un divorce entre le comte de Meulan et sa femme. Il ne leur avait d'ailleurs pas permis de se remarier. Peu de temps après le décès du vieux comte (1118), qui fut dit mort de chagrin et d'humiliation après cet affront public, les deux amants se marièrent. Elle aurait déjà eu plusieurs enfants de lui durant son mariage avec Meulan – qui était âgé et rarement présent auprès de sa femme. Elle aurait eu en plus, au moins une fille née pendant qu'elle vivait avec Warenne du vivant de Robert de Meulan (1115-1118).

## Mariages et descendance
En 1096, elle épousa Robert Ier de Meulan, comte de Meulan. Ils eurent pour descendance connue :
1. Emma de Beaumont (1102) ;
2. Robert II de Beaumont (1104 - 1168), 2e comte de Leicester, jumeau de Galéran ;
3. Galéran IV de Beaumont (1104 – 1166), comte de Meulan, jumeau de Robert ;
4. Hugues de Beaumont (né vers 1106), 1er comte de Bedford ;
5. Adeline de Beaumont,  mariée à Hugues IV de Montfort-sur-Risle, puis à Richard de Granville de Bideford ;
6. Aubrée de Beaumont, mariée à Hugues II, seigneur de Châteauneuf-en-Thymerais ;
7. Mathilde de Beaumont, mariée à Guillaume Lovel ;
8. Isabelle de Beaumont, maîtresse de Henri Ier roi d’Angleterre, ensuite mariée à Gilbert de Clare, 1er comte de Pembroke, puis à Hervé de Montmorency, connétable d’Irlande ;
9. Agnès de Beaumont, mariée à Guillaume, sire de Say.

En secondes noces, elle épousa en 1118, Guillaume II de Warenne, 2e comte de Surrey dont elle eut : 
1. Guillaume III de Warenne, né vers 1119,  mort au cours de la deuxième croisade en Anatolie en 1148 ;
2. Gundred de Warenne, épousa Roger de Beaumont, 2e comte de Warwick, puis Guillaume "Taillebois" de Lancastre, lord de Kendal et Lonsdale dans le Westmoreland ;
3. Ada de Warenne (Adélaïde ou Adeline), épousa Henri de Northumberland, comte d'Huntingdon et de Northumberland, fils du roi David Ier d'Écosse. Elle est mère de deux rois écossais ;
4. Reginald de Warenne, épousa Adeline, fille et héritière de Guillaume, lord de Wormgay dans le Norfolk ;
5. Ralph de Warenne.